# Phare de Cape Romain (1858)
Le nouveau phare de Cape Romain (en anglais : Cape Romain Lighthouses) était un phare situé sur Lighthouse Island au sud-est de McClellanville, dans le comté de Charleston en Caroline du Sud.
Il se trouve désormais dans le National Wildlife Refuge de  Cape Romain National Wildlife Refuge (en),
Il est inscrit au Registre national des lieux historiques depuis le 12 novembre 1981 sous le n° 81000563.

## Historique
En 1853, 20 000 dollars ont été affectés à la construction d'un deuxième phare à proximité du premier phare. Un bâtiment à carburant, un hangar à bateau et deux habitations de gardien ont été ajoutées à proximité. Trois ans à peine après l'achèvement du phare, la guerre de Sécession a commencé et le phare a été désactivé. La lumière a été restaurée en 1866.
Lors de sa construction, les constructeurs ont remarqué que la nouvelle tour en briques se penchait vers le continent. Cette inclinaison s'est aggravée au fil des ans et aujourd'hui la tour est à presque un mètre d'aplomb. Le phare est équipé d'une lentille de Fresnel de premier ordre et la chambre de la lanterne est accessible par un escalier en colimaçon de 221 marches. Une lampe à huile servait à l'éclairage, avec un faisceau tournant visible sur 19 milles. Il a été désactivé en 1947 et il a survécu à l'ouragan Hugo.

## Description
Le phare est une tour octogonale en brique avec une galerie et une lanterne de 46 m de haut. La moitié supérieure de la tour est peinte avec des bandes verticales noires et blanches, mais la moitié inférieure est entièrement blanche.
Il émettait sa lumière, à une hauteur focale de 49 m, et sa portée était de 19 milles nautiques (environ 35 km).
Identifiant : ARLHS : USA-133.

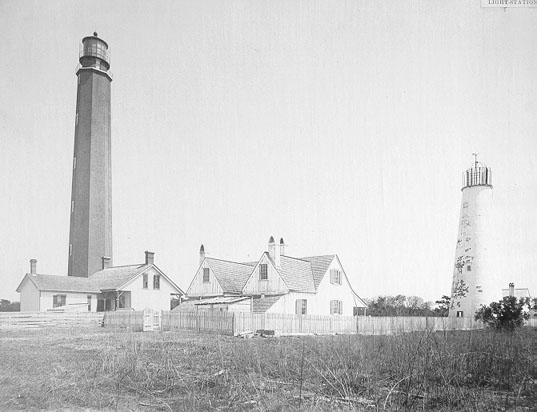
Les deux phares
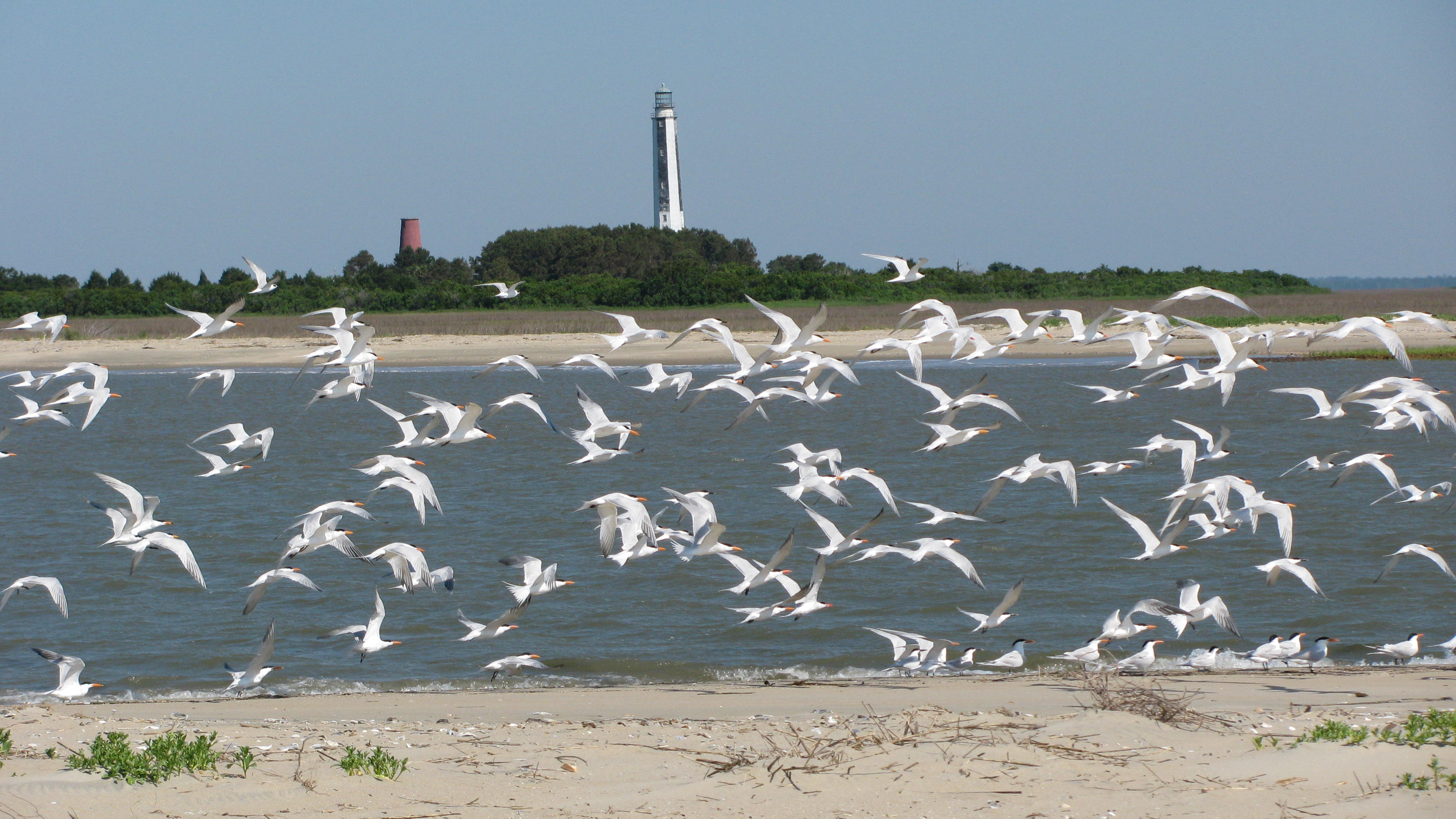
Cape Romain National Wildlife Refuge

### Lien connexe
- Liste des phares en Caroline du Sud